# 1770
1770. је била проста година.

## Догађаји

### Март
- 5. март — Бостонски масакр: Једанаест Американаца рањено, од којих пет смртно, од стране британских трупа у догађају који је био један од катализатора који су довели до Америчког рата за независност пет година касније.
- 26. март — Прво путовање Џејмса Кука: Енглески истраживач, капетан Џејмс Кук и његова посада на броду „ХМС Ендевор“ опловили око Нови Зеланд.

### Април
- 29. април — Британски истраживач Џејмс Кук је стигао до залива Ботани Беј код данашњег Сиднеја.

### Јун
- 11. јун — Други Континентални конгрес је именовао Томаса Џеферсона, Џона Адамса, Бенџамина Френклина, Роџера Шермана и Роберта Р. Ливинстона у Комитет петорице да напишу нацрт декларације независности тринаест колонија Велике Британије.

### Јул
- 1. јул — Лекселова комета (D/1770 L1) прошла поред Земље на раздаљини од 2.184.129 km, што је најближи пролазак неке комете у забележеној историји.[1]

### Август
- 20. август, Цетиње - Црногорски гувернадур Јован Радоњић, (1747—1803), Одлуком Црногорског збора добија Диплому (повеља, указ, званични акт) с потписом свих чланова Збора и потписом митрополита Саве, у којој се јасно види да, осим потврде права породице Радоњић да има гувернадурство као насљедну функцију, гувернадур Јован Радоњић добија сву власт - свјетовну и духовну. Овај званични акт, Диплому, нико никада није ставио ван снаге ни до данас.

## Рођења

### Август
- 16. децембар — Лудвиг ван Бетовен, немачки композитор. († 1827)

## Смрти

### Јануар
- Википедија:Непознат датум — Свети Зорзије - хришћански светитељ